# 伊瓦涅-佐洛捷
48°43′12″N 25°38′5″E / 48.72000°N 25.63472°E
伊瓦涅-佐洛捷（烏克蘭語：Іване-Золоте）是位於烏克蘭西部特諾皮爾州裏喬爾特基夫區的村莊，始建於1349年，面積18.5平方公里，2001年人口900，人口密度每平方公里48.8人。